# Fedorovskite
La fedorovskite è un minerale.